# Come il lupo
Come il lupo è un romanzo noir di Eraldo Baldini pubblicato nel 2006, vincitore nello stesso anno del Premio Predazzo.

## Trama
Romagna toscana, 1651. Quattro uomini – Orso, Gagliotto, il Rosso e il Bastardo – sono a caccia di lupi nei boschi. Giunti in un villaggio nascosto tra i monti, cercano prima di farsi pagare dai valligiani per averli liberati dal pericolo rappresentato dai predatori, poi di molestare le loro donne. Vengono però sopraffatti e costretti a girare le macine di un mulino, ed infine uccisi e sepolti in un vigneto.
Ci si sposta poi in avanti di tre secoli. Nel 1950, a Modena, Nazario Minghetti è un maresciallo del Corpo Forestale dello Stato originario della Romagna, sposato con una maestra elementare, con una figlia, Elisa, di pochi anni. La moglie rimane coinvolta in scontri di piazza, uscendone gravemente ferita, e non riesce più a rimettersi completamente; come se ciò non bastasse, la figlia inizia a presentare i sintomi dell'epilessia. In conseguenza di ciò, Nazario si fa trasferire nella sua terra natale.
È qui che lo si ritrova, ormai vedovo, tre anni dopo, mentre Elisa vive in casa dei nonni a Cesena ed è preda di frequenti crisi.
In seguito a una scossa di terremoto, si mette a perlustrare i boschi con l'aiuto di Giuseppe, un giovane pastore rimasto ostinatamente attaccato alle sue montagne mentre i suoi parenti sono emigrati. I due trovano in un vigneto della Valchiusa dei resti umani, che vengono inizialmente attribuiti ai cacciatori uccisi tre secoli prima. Nazario e Giuseppe scoprono allora che in quel luogo si fa un vino molto apprezzato dai pochi intenditori che hanno avuto modo di assaggiarlo: il San Guilatrone.
In una biblioteca Nazario scova un antico documento che narra dell'uccisione dei quattro "ladroni" (da cui il nome del vino: "sangue di ladrone") come se si fosse trattato di un sacrificio umano. Il referto medico-legale sui resti dissotterrati stabilisce però che questi sono molto più recenti del XVII secolo. Le ossa poi non vengono più ritrovate, e la guardia forestale sospetta che a farle sparire sia stato qualche abitante della Valchiusa. 
Pertanto, il giorno di Ognissanti Nazario ritorna in loco, ritrovandovi Giuseppe che è stato assunto per la vendemmia dai valligiani, i quali confessano di aver trafugato le ossa per riseppellirle. Egli nota anche una tavola apparecchiata per una cena di gala, senza che alcun commensale vi prenda posto; ciò gli viene spiegato come un atto simbolico in onore dei caduti in guerra.
Successive ricerche negli archivi, uniti alla scoperta che nessun abitante della Valchiusa è mai stato chiamato sotto le armi come privilegio per la produzione del San Guilatrone, suscitano in Nazario un'ipotesi agghiacciante: ogni volta che in Valchiusa un nuovo appezzamento viene piantumato a viti, quattro abitanti del luogo sono stati sacrificati e sepolti a ciascun angolo perché il loro sangue e il loro spirito fortificasse le piante. La cosa gli viene confermata da Nonna Vera, la vecchia guaritrice del paese, che si prende anche tutta la responsabilità delle ultime uccisioni avvenute nel 1939, ma avverte Nazario che se egli denuncerà la cosa ai suoi superiori ciò significherà la rovina per l'attività vitivinicola della valle; gli propone invece di stabilirsi con la figlia in una casa rimasta libera. Nazario, dopo aver osservato in un bosco la dedizione e il coraggio di una lupa nel proteggere i suoi piccoli, decide di accettare.

## Edizioni
- Eraldo Baldini, Come il lupo, collana Stile Libero, Torino, Einaudi, 2006, ISBN 8806175335.